# Municipio de Tahmek
El municipio de Tahmek (pronúnciese "Tajmek") es uno de los 106 municipios del estado mexicano de Yucatán. Su cabecera municipal es la localidad homónima.

## Toponimia
El nombre del municipio, Tahmek, significa en lengua maya abrazo fuerte por provenir de los vocablos t'a'aj, fuerte y  méek', abrazo. Unidas las palabras significa abrazo fuerte.

## Colindancia
El municipio de Tahmek se ubica en la región centro del estado de Yucatán y colinda al norte con Cacalchén, al sur con Hocabá,  al oriente con Hoctún y al occidente con Seyé.

## Datos históricos
- La zona ocupada por el municipio de Tahmek perteneció antes de la conquista de Yucatán, al cacicazgo de Hocabá, y estuvo gobernada a la llegada de los conquistadores por el batab(cacique), Nacu-Iut.

- Se establecen a partir del siglo XVI las encomiendas. Entre los encomenderos de Tahmek estuvo doña Isabel de Lara, el capitán Juan de Magaña Pacheco y el señor Manuel Carrillo de Albornoz.

- Declarada la independencia de Yucatán y su anexión al resto de México, el poblado de Tahmek quedó en la jurisdicción del partido de Beneficios Bajos, cuya cabecera era Sotuta. Posteriormente, quedó en la jurisdicción del partido de Izamal.

- 1918: Fue establecido por virtud de la Ley Orgánica de los Municipios promulgada por el general Salvador Alvarado el municipio libre de Tahmek.

## Economía
Tahmek fue un municipio esencialmente henequenero por su ubicación en una de las regiones más productivas de la agroindustria henequenera. El cultivo del agave era su principal actividad económica. Al declinar la agroindustria el municipio, junto con otros muchos, tuvo que diversificar sus actividades productivas.
En la actualidad se cultivan los cítricos (naranja particularmente), el frijol, chile y las hortalizas. Se practica también la apicultura y la avicultura.

## Atractivos turísticos

### Arquitectónicos
- El templo católico donde se venera a San Lorenzo, construido en el siglo XVII
- La exhacienda llamada “Xtabay” construida en el siglo XIX.

### Arqueológicos
Hay interesantes yacimientos arqueológicos mayas en la circunscripción municipal:
- Xemaa
- Sitpach

### Fiestas populares
- El 18 de abril se celebra la fiesta en honor a San Pedro Apóstol.
- Del 1 al 10 de agosto se verifican las festividades en honor a San Lorenzo, patrono del pueblo.

Para las festividades religiosas de los difuntos, en el mes de noviembre, se acostumbra colocar un altar en el lugar principal de la casa donde se ofrece a los difuntos la comida que más les gustaba y el tradicional Mucbil pollo, acompañado de atole de maíz nuevo, y chocolate batido con agua.
En las fiestas del municipio los habitantes organizan vaquerías, bailan  jaranas y las corridas de toro.